# Въображаеми престъпления
„Въображаеми престъпления“ (на английски: Imaginary Crimes) е американска периодична драма от 1994 г. на режисьора Антъни Дразан, и участват Харви Кайтел, Файруза Балк, Кели Линч, Винсънт Д'Онфорио, Сиймор Касел и Елизабет Мос. Адаптация е на едноименния автобиографичен роман от 1982 г., написан от Шийла Балантайн, а сценарият е на Кристин Джонсън и Дейв Нелсън.